# Polygonum kawagoeanum
Polygonum kawagoeanum là một loài thực vật có hoa trong họ Rau răm. Loài này được Makino miêu tả khoa học đầu tiên năm 1914.